# Pedro Alexandre Oliveira Brás
Pedro Alexandre Oliveira Brás é o atual presidente da União de freguesias de Massamá e Monte Abraão.